# Lis długouchy
Lis długouchy, lis wielkouchy (Vulpes macrotis) – gatunek drapieżnego ssaka z rodziny psowatych (Canidae). Występuje w Stanach Zjednoczonych i Meksyku. Spokrewniony z fenkiem i lisem płowym. Jego uszy często mają długość 7–8 cm, stąd jego nazwa.
Jest dużo mniejszy niż lis rudy. Jest gatunkiem chronionym. Żywi się królikami i szczuroskoczkami. Jego waga nie przekracza 3 kg. Zwierzęta te żyją samotnie.

## Etymologia
- Vulpes: łac. vulpes, volpe lub vulpis „lis”[5].
- macrotis: gr. μακρωτης makrōtēs „długouchy”, od μακρος makros „długi”; -ωτις -ōtis „-uchy”, od ους ous, ωτος ōtos „ucho”[6].